# Moldovanismus
Moldovanismus nebo moldavismus je politický termín, kterým se označuje podpora a propagace moldavské identity a moldavské kultury především ze strany odpůrců těchto myšlenek.
Někteří jeho zastánci tuto identitu připisují středověkému moldavskému knížectví. Jiní, aby vysvětlili současné rozdíly mezi rumunsky mluvícími obyvateli obou břehů řeky Prut, ji připisují dlouhému začlenění Besarábie do Ruského impéria a Sovětského svazu. Odpůrci naopak tvrdí, že Moldavané a Rumuni jsou jedno etnikum a že moldavská identita byla uměle vytvořena úřady v Moldavské SSR.
Zastánci moldavské identity tvrdí, že obyvatelé Moldavska se historicky sami identifikovali jako "Moldavané" dříve, než se rozšířil pojem "Rumuni". Přesvědčení, že Rumuni a Moldavané v Besarábii a Moldavské ASSR (MASSR) tvoří dvě samostatné etnonacionální skupiny, které hovoří různými jazyky a mají samostatné historické a kulturní rysy, podporoval i Sovětský svaz.

## Historický vývoj

### Vznik Moldavské ASSR
V roce 1812 podepsaly Ruské impérium a Osmanská říše Bukurešťskou smlouvu (1812), kterou Rusko anektovalo východní část středověkého Moldavského knížectví. Toto území se začalo nazývat Besarábie. V letech 1859-1866 se Moldavské knížectví a sousední Valašské knížectví spojily v jeden stát s názvem Rumunsko. V roce 1917, kdy se rozpadalo ruské impérium, vznikla v Besarábii Moldavská demokratická republika. V roce 1918, poté co rumunská armáda získala kontrolu nad regionem, vyhlásil Sfatul Țării nezávislost Moldavské republiky a později hlasoval pro spojení s Rumunskem. Sovětské Rusko výsledek těchto událostí zpochybnilo a v květnu 1919 vyhlásilo Besarabskou sovětskou socialistickou republiku jako exilovou vládu. Po neúspěchu Sovětským svazem organizovaného Tatarbunarského povstání byla v roce 1924 v rámci Ukrajinské SSR vytvořena Moldavská ASSR (MASSR), a to východně od řeky Dněstr, která tehdy označovala hranici mezi Rumunským královstvím a Sovětským svazem.
Za účelem vytvoření vlastní identity MASSR oddělené od Rumunska prohlásily sovětské úřady varietu, kterou mluví většina Moldavanů, za "moldavský jazyk". Intelektuální elity MASSR byly požádány, aby standardizovaly moldavský literární jazyk založený na místních dialektech MASSR, které jsou podobné rumunštině.
Až do 20. let 20. století Rusové netvrdili, že Moldavané a jejich sousedé v rumunských knížectvích nějak tvoří národy. Jeden z pozorovatelů v roce 1846 v časopise ruského ministerstva zahraničí napsal, že "obyvatelé horní Besarábie jsou v podstatě Rumuni, tedy směs Slovanů a Římanů, a synové řecké pravoslavné církve". V květnu 1917 na sjezdu besarabských učitelů protestovala skupina proti označení "Rumuni" a tvrdila, že jsou "Moldavané".
Zástupci rumunsky mluvícího obyvatelstva žijícího v Podolí a Chersonu se v roce 1917 a na počátku roku 1918 účastnili besarabského národního hnutí, které agitovalo za připojení území za Dněstrem k Velkému rumunskému království. Rumunská vláda se o tyto požadavky, které by znamenaly rozsáhlé vojenské operace, nikdy výrazněji nezajímala a nakonec se spokojila s tím, že tyto oblasti ponechá stranou a po ruské občanské válce se stanou součástí sovětské Ukrajiny. Výzvy podněsterských emigrantů pokračovaly i ve 20. letech 20. století a žádaly Rumunsko, aby financovalo školy v regionu, protože v oblastech obývaných mluvčími příbuzných latinských jazyků na Balkáně existovaly školy a kulturní organizace. Přes Dněstr proudili uprchlíci a na bydlení a vzdělávání byly vyčleněny zvláštní fondy.
Nichita Smochină, pedagog usazený v Paříži, založil Sdružení podněsterských Rumunů, aby pomohl 20 000 uprchlíků z druhé strany Dněstru, a uvítal vznik Moldavské autonomní sovětské republiky.
Pavel Chior, lidový komisař školství MASSR, tvrdil, že literární rumunština si během své standardizace v 19. století vypůjčila příliš mnoho francouzských slov. Podle Chiora se tím stala nesrozumitelnou pro rolníky jak v MASSR, tak v Rumunsku, což svědčí o rozdělení na "vládnoucí třídu" a "vykořisťovanou třídu". Sovětský lingvista M. V. Sergievskij studoval jazykovou variabilitu v MASSR a identifikoval dvě nářečí. Jeden z nich, podobný mluvené varietě v Besarábii, byl vybrán jako standardní, aby připravil půdu pro "osvobození Besarábií". Gabriel Buciușcanu, člen socialistické revoluce Sfatul Țării, který se stavěl proti unii s Rumunskem, napsal v roce 1925 nový gramatický sborník, který však byl považován za příliš podobný standardní rumunské gramatice a byl rychle stažen z oběhu.

### Romanizátoři a autochtonisté

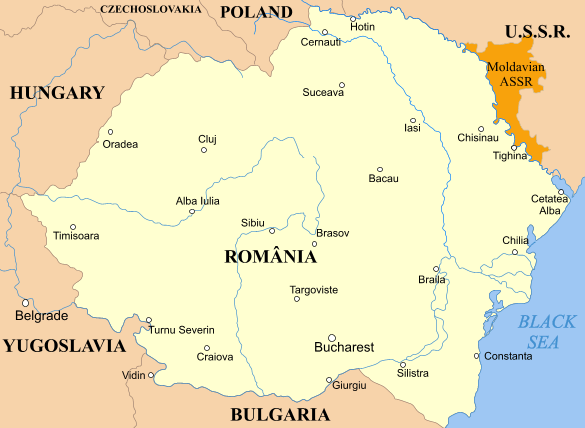
Mapa Rumunska z 20. let 20. století (včetně Besarábie). Východně od ní, v rámci Sovětského svazu, byla vytvořena Moldavská ASSR (1924-1940).

Ve 20. letech 20. století probíhal mezi sovětskými jazykovědci spor mezi zastánci ("romanizátory" nebo "romanisty") a odpůrci ("autochtonisty", rusky самобытники, samobytniki) sbližování moldavštiny a rumunštiny.
"Autochtonisté" se snažili založit literární moldavštinu na místních dialektech z levého břehu Dněstru. Neologismy, většinou z ruštiny, byly vytvořeny pro pokrytí technických oblastí, které neměly domácí ekvivalent.
V únoru 1932 pak komunisté v MASSR obdrželi nařízení Komunistické strany Ukrajiny, aby přešli na moldavské písmo s latinkou. Jednalo se o součást masivní kampaně latinizace menšinových jazyků v SSSR, která vycházela z teorie sovětského lingvisty Nikolaje Marra postulující konvergenci k jednotnému světovému jazyku, od něhož se očekávalo, že bude prostředkem komunikace v budoucí beztřídní společnosti (komunismu). Tuto směrnici pasivně sabotovala "autochtonistická" většina, dokud Stanislav Kosior (generální tajemník Komunistické strany Ukrajiny) a několik komunistů z MASSR nenavštívilo Josifa Stalina - ten údajně trval na rychlejší latinizaci s konečným cílem sblížení moldavské a rumunské kultury, čímž naznačil možnost budoucího sjednocení Moldavska a Rumunska v rámci sovětského státu. Nicméně odpor komunistických aktivistů proti romanizaci přetrvával a po roce 1933 byla řada významných "autochtonistů" potlačena, jejich knihy zničeny a neologismy zakázány.
Po nechvalně proslulém únorovo-březnovém (1937) plénu Ústředního výboru Komunistické strany Sovětského svazu, které vystupňovalo velkou čistku, byli jak "romanizátoři", tak "autochtonisté" prohlášeni za "imperialistické špiony": "autochtonisté", protože sabotovali latinizaci, a "romanizátoři", protože byli "agenty bojarského Rumunska" ("Боярская Румыния", Bojarskaja Rumynija), tj. protisovětští.
V únoru 1938 vydali moldavští komunisté prohlášení o opětovném převedení moldavského písma na cyrilici, které se v srpnu 1939 stalo zákonem Moldavské ASSR a po roce 1940 Moldavské SSR. Jako odůvodnění bylo uvedeno, že latinizaci využívají "buržoazně-nacionalistické živly" k "oddálení moldavského obyvatelstva od ukrajinského a ruského s konečným cílem oddělení sovětské Moldávie od SSSR".

### Moldavané v sovětském Moldavsku
V červnu 1940 byla Besarábie okupována Sovětským svazem. Většina Besarábie a přibližně polovina MASSR byly sloučeny do nově vytvořené Moldavské SSR, která se stala patnáctou svazovou republikou SSSR. O rok později, v červnu 1941, Rumunsko zaútočilo na Sovětský svaz v rámci operace Barbarossa a znovu dobylo Besarábii (viz Operace Mnichov). V letech 1941-1944 Rumunsko obsadilo také území mezi řekami Dněstr a Bug (historické Podněstří). Do srpna 1944 získali Sověti zpět všechna území ztracená v roce 1941, která zůstala v Sovětském svazu až do jeho rozpadu v roce 1991.
Během prvních let sovětské okupace byl zakázán výraz "rumunský jazyk". Oficiální jazyk pro používání v moldavských školách v celé MSSR (v Besarábii i Podněstří) v období stalinismu vycházel z místní variety, kterou se mluvilo v některých oblastech bývalé MASSR. Toto období hodnotí Komise pro studium komunistické diktatury v Moldavsku.
Protože politická situace v Rumunské lidové republice byla nyní prosovětská, bylo plánované sbližování rumunštiny a moldavštiny opět schváleno.
Po celou dobu sovětské vlády byli moldavsky mluvící lidé vyzýváni, aby se naučili ruský jazyk, což bylo podmínkou přístupu k vyššímu vzdělání, společenskému postavení a politické moci. Územní přesuny a pohyby obyvatelstva, včetně deportací místních obyvatel a státem podporovaného přistěhovalectví ze zbytku SSSR, změnily etnické a jazykové složení republiky. Koncem 70. let 20. století se počet rusky mluvících obyvatel Moldavské SSR výrazně zvýšil. Tyto změny přispěly k rozšíření ruských výpůjček v mluvené moldavštině.
Zatímco někteří sovětští lingvisté nadále popírali existenci samostatného moldavského jazyka, nová generace sovětských lingvistů tuto debatu v 70. letech 20. století oživila. Jeden z lingvistů, Iliașenco, například porovnal rumunský a moldavský překlad projevu Leonida Brežněva z ruštiny a použil je jako důkaz existence dvou různých jazyků. Michail Bruchis toto tvrzení analyzoval a všiml si, že všechna slova obou překladů se nacházejí v obou slovnících. Také Iliașenco naznačil, že "moldavština" dává přednost syntetickým syntagmatům, zatímco "rumunština" analytickým. I toto tvrzení se však ukázalo jako mylné, neboť kniha Nicolae Ceaușesca (tehdejšího politického vůdce Rumunska) používá převážně "moldavské" syntetické syntagmy, zatímco kniha Ivana Bodjula (tajemníka Moldavské SSR a Komunistické strany Moldavska) používá převážně "rumunské" analytické syntagmy. Bruchis dospěl k závěru, že oba překlady jsou v mezích rumunského jazyka.

## Debaty v nezávislém Moldavsku
Debata o etnické příslušnosti Moldavanů se znovu objevila po rozpadu SSSR. Jedna strana, sdružující mnoho významných moldavských intelektuálů, jako jsou Grigore Vieru, Eugen Doga nebo Constantin Tănase, tvrdí, že Moldavané byli vždycky Rumuni, i když je moderní historie oddělila od ostatních Rumunů. Moldavismus je tak považován za sovětský pokus o vytvoření umělé národnosti s cílem etnické asimilace Rumunů žijících v Sovětském svazu. Druhá strana zdůrazňuje odlišnost Moldavanů, například moldavský historik a politik Victor Stepaniuc tvrdí, že Moldavané byli vždy odlišní od Rumunů. Někteří tvrdí, že pro besarabské Moldavany byla dlouhá izolace od zbytku Rumunů (v letech 1812-1918, po roce 1940) "více než dostatečným časem [...] k vytvoření [jejich] samostatné národní identity".
Po několikaleté spolupráci s Panrumunskou lidovou frontou Moldavska se úřadující prezident Mircea Snegur přiblížil Agrární straně Moldavska, která je silným zastáncem moldavské identity. Během své návštěvy Bukurešti v únoru 1991 hovořil o "Rumunech na obou březích Prutu", nicméně během prezidentské kampaně v roce 1994 Snegur v projevu Náš domov zdůraznil existenci samostatného moldavského národa jako základu státu. Tento projev byl okamžitě odsouzen intelektuály. Představitelé Svazu spisovatelů, Jazykovědného ústavu, Historického ústavu, Kišiněvské státní univerzity a dalších institucí prohlásili, že projev je urážkou skutečné identity etnické většiny republiky a pokusem o další "výmysl komunistického režimu", který staví "bariéru autentické rumunské kultuře". Nicméně Snegurův postoj pomohl Agrární straně Moldavska získat absolutní většinu v parlamentu.

### Moldavské sebevědomí
Průzkum provedený v Moldavské republice společností IMAS-Inc Chișinău v říjnu 2009 ukázal podrobný obraz. Respondenti byli požádáni, aby ohodnotili vztah mezi identitou Moldavanů a Rumunů na stupnici od 1 (zcela stejná) do 5 (zcela odlišná). Průzkum ukázal, že 26 % celého vzorku, který zahrnoval všechny etnické skupiny, tvrdilo, že obě identity jsou stejné nebo velmi podobné, zatímco 47 % tvrdilo, že jsou odlišné nebo zcela odlišné. Výsledky se mezi jednotlivými kategoriemi subjektů výrazně lišily. Například zatímco 33 % mladých respondentů (ve věku 18-29 let) zvolilo stejnou nebo velmi podobnou a 44 % odlišnou nebo zcela odlišnou, mezi staršími respondenty (ve věku nad 60 let) byla odpovídající čísla 18,5 % a 53 %. Podíl těch, kteří zvolili stejnou nebo velmi podobnou identitu, byl nadprůměrný mezi rodilými mluvčími rumunštiny/moldavštiny (30 %), mezi obyvateli měst (30 %), mezi lidmi s vyšším vzděláním (36 %) a mezi obyvateli hlavního města (42 %).
Podle studie provedené v Moldavské republice v květnu 1998, kdy byli Moldavané požádáni, aby porovnali rumunskou a moldavskou identitu, 55 % z nich je považovalo za poněkud odlišné, 26 % za velmi odlišné a méně než 5 % za totožné.
Průzkum, který provedl William Crowther v Moldavské republice v roce 1992, ukázal, že 87 % rumunsky mluvících Moldavanů se rozhodlo identifikovat jako "Moldavané", nikoli jako "Rumuni".
Podle výsledků sčítání lidu z roku 2004 se z 3 383 332 obyvatel Moldavska (bez Podněstří) 75,81 % hlásilo k moldavské národnosti a pouze 2,17 % k rumunské. Skupina mezinárodních pozorovatelů se domnívala, že sčítání lidu bylo obecně provedeno profesionálně, ačkoli zaznamenala několik případů, kdy sčítací komisaři vybízeli respondenty, aby se přihlásili k moldavské národnosti, a nikoli k rumunské.
Podle výsledků sčítání lidu z roku 2014 se z 2 998 235 obyvatel Moldavska (bez Podněstří) 75,1 % hlásilo k moldavské národnosti a 7,0 % k rumunské. Z informací o jazyce, kterým obvykle hovoří, vyplývá, že 54,6 % považuje za jazyk moldavštinu a 24,0 % rumunštinu.

### Politické důsledky
Dne 19. prosince 2003 přijal moldavský parlament, ovládaný Stranou komunistů Moldavské republiky, nesoudní politický dokument nazvaný "Koncepce národní politiky Moldavské republiky". Dokument tvrdí, že:
- existují dva různé národy (Rumuni a Moldavané), které mají společný literární jazyk. "Národní moldavský jazyk a národní rumunský jazyk, které mají společný zdroj a společný základní lexikální základ, si každý z nich zachovává své jazykové jméno jako identifikátor každého národa: Moldavština a rumunština."[26]
- Rumuni jsou v Moldavsku etnickou menšinou.
- Moldavská republika je právoplatným nástupcem středověkého Moldavského knížectví.[27]

Tento dokument byl v Moldavsku kritizován jako "protievropský" a v rozporu s ústavou, která stanoví, že "žádná ideologie nesmí být přijata jako oficiální státní ideologie".
Moldavský historik Gheorghe E. Cojocaru ve své knize Cominternul si originile Moldovenismului tvrdí, že "moldovanismus" a jeho rozšíření mezi románskými mluvčími žijícími na východ od Prutu jsou sovětského původu. Moldavský politik a historik Alexandru Moșanu při této příležitosti prohlásil, že "moldavská ideologie se objevila jako politika etnické asimilace Rumunů z Podněstří, později z celého prostoru bývalé Moldavské sovětské socialistické republiky. A nyní z Moldavské republiky." Dne 22. ledna 2010 představilo rumunské ministerstvo zahraničních věcí tuto knihu v Bukurešti. Ministr zahraničních věcí Rumunska Teodor Baconschi při vydání knihy řekl:
| „                  | Z knihy pana Cojocaru se dozvídáme, že "moldovanismus" popírá kořeny rumunské identity a že jeho oblíbenou metodou je přehánění a mystifikace; slang se stává literárním jazykem a region na břehu Dněstru se stává "státem" s výraznou "moldavskou" identitou. | “ |
| — Teodor Baconschi | |   |

Marian Lupu, předseda Demokratické strany Moldavska a známý moldavanista, ho pokáral a prohlásil:
| „             | Taková oficiální prohlášení Bukurešti jsou pro většinu našeho obyvatelstva urážlivá - narušují naše vztahy, otravují naše společné aktivity a stávají se vážnou překážkou plodné spolupráce. | “ |
| — Marian Lupu | |   |